# Hutt (La Guerra de les Galàxies)
Els hutt són una raça de l'univers fictici de la Guerra de les Galàxies.
Apareixen en L'Amenaça Fantasma, El Retorn del Jedi, en l'edició especial de Una Nova Esperança i en l'última pel·lícula d'animació La guerra dels Clons.
També apareixen en diversos jocs de Star Wars, incloent aquells basats en les pel·lícules, i la sèrie Knights of the Old Republic. Es caracteritzen per ser poc amistosos i generalment estar involucrats en el crim organitzat.
En la sèrie de còmics Tals of the Jedi (històries del Jedi): Golden Age of the Sith (edat daurada dels sith) i Tales of the Jedi (contes del Jedi): The Fall of the Sith Empire (la caiguda de l'imperi sith), hi ha un personatge hutt anomenat Aarrba que és simpatitzant als personatges principals, Gav i Jori Daragon.

## Descripció
Els hutt són una espècie de gasteròpodes amb braços xicotets, boques profundes, llargues llengües i grans ulls, que controlen, com gàngsters galàctics, un gran territori espacial, dit l'Espai Hutt. L'espècie és originària del planeta Varl, però van adoptar a Nal Hutta com el seu món llar.
Un hutt adult és una criatura obesa, pesant en total més o menys una tona. Tal vegada inconscientment, ells es van tornar sedentaris, passant els seus dies en absoluta fluixesa, i viatjant en repulsors o en plataformes tirades per esclaus. Molta de la seua massa descansa en les seues llargues i grans cues. En la societat hutt, l'obesitat equival a poder i estatus, mentre els hutt prims són considerats desafortunats i febles.
De fet, l'amplària d'un hutt, sobrepès i poderosa musculatura, els permet moure's molt més ràpid que els seus peus, que van acabar unint-se a la cua. La seua amplària, la seua gran capa de greix i volum és fruit de l'evolució, mantenint la temperatura del seu cos. De fet, la pell d'un hutt és prou gruixuda per a resistir molts trets làser abans de tocar un òrgan vital. Això dona al hutt prou temps per a aixafar el seu atacant. També són resistents a molts elements químics que per a altres races són letals.

## Hutt destacats
- Jabba el Hutt
- Gardulla la Hutt
- Rotta el Hutt
- Ziro el Hutt
- Grappa el Hutt
- Beldorion el Hutt